# 篠原一計
篠原 一計（しのはら かずえ）は、戦国時代初期の武将。子に長重、まつ（前田利家の妻）がいる。正しくは篠原 主計と表記する。
尾張の戦国大名・織田信秀に仕えて弓頭をしていたが、天文18年（1549年）に戦死したと言われている。妻の竹野氏は長齢院（前田利家の母）の姉である。
篠原の家は、後に加賀藩で4000石を領した篠原織部家、3000石を領した篠原監物家に繋がる。